# دون تشيري (موسيقي)
دون تشيري (بالإنجليزية: Don Cherry)‏ هو موسيقي ومغني أمريكي، ولد في 11 يناير 1924 في ويتشيتا فولز في الولايات المتحدة، وتوفي في 4 أبريل 2018.

## وصلات خارجية
- الموقع الرسمي
- دون تشيري على موقع IMDb (الإنجليزية)
- دون تشيري على موقع ميوزك برينز (الإنجليزية)
- دون تشيري على موقع ديسكوغز (الإنجليزية)